# Avenue B (album)
Albums de Iggy Pop
Naughty Little Doggie
(1996) Beat Em Up
(2001)
Avenue B est le treizième album d'Iggy Pop (1999). Toutes les chansons sont écrites et composées par lui, sauf les exceptions notées ci-dessous.
1. No Shit - 1:21
2. Nazi Girlfriend - 2:57
3. Avenue B - 5:19
4. Miss Argentina - 4:14
5. Afraid to Get Close - 0:59
6. Shakin' All Over (Johnny Kidd) - 4:35
7. Long Distance - 4:56
8. Corruption (Hal Cragin, Whitey Kirst, Pop) - 4:23
9. She Called Me Daddy - 1:52
10. I Felt the Luxury (William Martin, John Medeski, Pop, Christopher Wood) - 6:30
11. Español (Whitey Kirst, Pop) - 4:10
12. Motorcycle - 2:42
13. Facade - 5:28